# Sakawa (Schiff)
Die Sakawa (japanisch 酒匂) war ein Leichter Kreuzer der Kaiserlich Japanischen Marine, der spät im Zweiten Weltkrieg fertiggestellt wurde, infolge von Treibstoffmangel an keinen operativen Einsätzen mehr teilnahm und 1945 nach der Kapitulation Japans als Kriegsbeute an die Vereinigten Staaten fiel. Der Kreuzer wurde im Juli 1946 während eines amerikanischen Kernwaffentests im Bikini-Atoll versenkt. Das Schiff gehörte der aus insgesamt vier Einheiten bestehenden Agano-Klasse an und war nach dem Fluss Sakawa benannt, der durch die japanische Präfektur Kanagawa fließt. Die Sakawa wurde als letztes Schiff ihrer Klasse am 21. November 1942 auf der Marinewerft in Sasebo (Sasebo Kaigun Kōshō) auf Kiel gelegt und lief am 9. April 1944 von Stapel. Die Indienstnahme erfolgte am 30. November 1944; zugleich war die Sakawa der letzte von Japan im Zweiten Weltkrieg in Dienst gestellte Kreuzer. Erster Kommandant des Schiffes war Kaigun-Taisa Ōhara Toshimichi.

## Besonderheiten und Modifikationen
Die Sakawa erhielt mit ihrer Indienstnahme im November 1944 die stärkste Flugabwehrbewaffnung aller Einheiten der Agano-Klasse. Es war dies zugleich auch ein Eingeständnis der sich für Japan drastisch verschlechternden Kriegslage und der massiven Luftüberlegenheit der Alliierten. So befanden sich im November 1944 48 2,5-cm-Flak Typ 96 an Bord (in zehn Drillings- und 18 Einzellafetten); 1945 wurde die Zahl dieser Geschütze noch einmal auf insgesamt 61 Rohre erhöht. Zudem erhielt der Kreuzer von Beginn an ein Radargerät des Typs 2 21 Go für die Luftraumbeobachtung und zwei Luftwarnradargeräte (mit 50 km Reichweite) des Typs 3 13 Go. Ferner befanden sich ein Typ-93-Sonar und ein Radargerät des Typs 22 (gegen Seeziele bis in 24 km Entfernung) an Bord.
Im Gegensatz zu den anderen Einheiten der Agano-Klasse wurde an Bord der Sakawa auch eine Verstärkung der U-Jagd-Kapazitäten vorgenommen. So erhielt der Kreuzer zwei Wasserbombenwerfer, und die Zahl der mitgeführten Wasserbomben wurde von (normalerweise) 16 auf 36 erhöht.

## Einsatzzeit

### Dienstzeit bis Kriegsende 1945
Nach der Indienststellung wurde die Sakawa in Yokosuka stationiert und führte bis Mitte Januar 1945 Probefahrten durch. Ab dem 15. Januar 1945 als Flaggschiff der 2. Zerstörerflottille eingesetzt, fanden bis März 1945 wiederholt Manöver in der japanischen Inlandsee statt, wobei gemeinsam mit neu gebauten Zerstörern und Geleitfahrzeugen neue Taktiken in der U-Boot-Abwehr geübt wurden.
Im April 1945 wurde die Sakawa in die Planungen für den letzten operativen Vorstoß der japanischen Flotte gegen Okinawa eingebunden. Infolge von gravierendem Treibstoffmangel konnte der Kreuzer allerdings nicht eingesetzt werden und verlegte im Juli 1945 von der Flottenbasis Kure nach Maizuru, da dort die Wahrscheinlichkeit, einem amerikanischen Luftangriff zum Opfer zu fallen, von der japanischen Flottenführung als geringer erachtet wurde. Dort wurde das Schiff als schwimmende Flakbatterie verankert. Nach der Kapitulation Japans im September 1945 wurde die Sakawa demilitarisiert und musste sämtliche Munition, die Geschützverschlüsse und die Torpedos sowie die Radarausrüstung von Bord geben.
Im Oktober 1945 führte der Kreuzer zusammen mit dem US-Geleitzerstörer Carroll eine Fahrt nach Palau durch und transportierte rund 1.300 japanische Soldaten in ihre Heimat zurück. Weitere Repatriierungsfahrten fanden zwischen November 1945 und Februar 1946 statt, wobei unter anderem und unter US-Aufsicht Ziele in Papua-Neuguinea und auf der koreanischen Halbinsel angelaufen wurden.

### Unter amerikanischer Flagge
Am 25. Februar 1946 wurde die Sakawa schließlich in Yokosuka als Kriegsbeute an die Amerikaner übergeben. Das Schiff befand sich zu diesem Zeitpunkt in einem sehr verwahrlosten Zustand, so hausten in den leeren Munitionsräumen und den ehemaligen Mannschaftsquartieren ganze Schwärme von Ratten, und durch kleinere Lecks drang beständig Wasser ein. Um das Wasser aus den Bilgen zu pumpen, benötigten japanische Hilfskräfte eineinhalb Tage. Infolge des schlechten Gesamtzustandes erging der Beschluss, den Kreuzer bei den für Sommer 1946 geplanten Kernwaffentests im Bikini-Atoll (Operation Crossroads) als Zielschiff einzusetzen.
Erst am 18. März 1946 konnte der Kreuzer, mit einer 165 Mann starken US-Besatzung bemannt, Yokosuka verlassen und nahm Kurs auf Eniwetok. Elf ehemalige Offiziere der japanischen Marine waren zudem an Bord, um die Amerikaner zu instruieren. Die Fahrt nach Eniwetok, wobei maximal etwa 14 kn erreicht wurden, fand in Begleitung des Schlachtschiffes Nagato statt, das ebenfalls von den Amerikanern als Beute beschlagnahmt worden war.
Am 28. März 1946, etwa 300 Seemeilen von Eniwetok entfernt, ereignete sich auf der Sakawa ein Maschinenschaden, und der Kreuzer blieb bewegungsunfähig liegen. Ein Versuch der Nagato, den Havaristen in Schlepp zu nehmen, scheiterte, da fast zur gleichen Zeit an Bord des Schlachtschiffes die von den Amerikanern sehr spärlich bemessenen Treibstoffvorräte zur Neige gingen. Über Funk wurde alsbald Hilfe angefordert, doch geriet der von der US-Marine zu den beiden Schiffen beorderte amerikanische Flottentanker Nickajack Trail (10.448 BRT) beim Einlaufen auf die Reede von Eniwetok auf ein Riff und ging verloren.
Die Sakawa und die Nagato trieben infolgedessen beinahe zwei Tage lang auf dem offenen Pazifik, ehe am 30. März 1946 der US-Bergeschlepper Tenino bei den beiden Schiffen eintraf und sie in Schlepp nehmen konnte. Nachdem die Sakawa Anfang April in Eniwetok eingetroffen war, wurde sie dort durch einen Sabotageanschlag von fünf US-Seeleuten, die keinen weiteren Dienst auf dem heruntergekommenen Schiff leisten wollten, erheblich beschädigt (immerhin hatten die 165 US-Seeleute die Arbeit von über 700 japanischen Seeleuten leisten müssen und galt die Technik an Bord als nicht mehr sonderlich zuverlässig). Unter anderem waren die Hochdruckdampfleitungen durchtrennt und war Sand in die Ölbunker geschüttet worden. Während gegen die fünf Täter Anklage erhoben wurde, konnte der Kreuzer erst im Mai 1946 nach behelfsmäßigen Reparaturen seine Reise nach dem Bikini-Atoll fortsetzen.

## Operation Crossroads und Verbleib
Als eines von 100 Zielschiffen wurde die Sakawa Anfang Juni 1946 im östlichen Teil der Lagune des Bikini-Atolls verankert. Im Rahmen der Operation Crossroads fand am 1. Juli 1946 der Kernwaffentest „Able“ statt, wobei eine Atombombe mit einer Sprengkraft von rund 23 Kilotonnen TNT aus einem B-29-Bomber auf die Zielflotte abgeworfen wurde. Die Bombe explodierte gegen 9:00 Uhr morgens in einer Höhe von 158 m über den verankerten Schiffen.
Die Wucht der Atomexplosion riss der etwa 380 m vom Explosionspunkt entfernten Sakawa das Heck ab und zerstörte den größten Teil der Aufbauten. Das Wrack des Kreuzers brannte etwa 24 Stunden lang, ehe es, nach einem erfolglosen Abschleppversuch durch den Schlepper Achomawi am Morgen des 2. Juli 1946 gegen 10:42 Uhr kenterte und über das Heck zu sinken begann. Das Wrack liegt noch heute in der Lagune des Bikini-Atolls in etwa 60 m Tiefe.